# Музей общественного питания
Музей общественного питания — музей в Москве, освещающий историю общественного питания и кулинарии России.

## История
В 1806 году здесь был построен особняк. В 1903 году его снесли и на месте бывшего здания была возведена городская лечебница имени Л. Н. Сумбула, по проекту архитектора Николая Благовещенского. После революции лечебница имени Сумбула не утратила профиль, а превратилась в 1-ю Рогожскую амбулаторию, впоследствии поликлинику №4. В 1975 году территория перешла под контроль Мосресторантреста. На первом этаже здания находился магазин кулинарии, на втором музей общепита, который открыли в 1977 году на общественных началах. Основным инициатором выступил Николай Васильевич Коршунов, директор ресторана «Советский», автор книг по организации обслуживания в ресторанах. Он же передал музею свою коллекцию. В конце 1990-х годов музей был закрыт.
Музей общественного питания возобновил работу в 2006 году.
В 2024 году особняк отремонтируют.

## Экспозиция
В музее собрано 1311 экспонатов, в числе которых находятся книги.
В экспозиции повествуется о кулинарии, как искусстве, в России. Временной промежуток с конца XVIII века до конца XX века. При создании экспозиции активно участвовали предприятия общественного питания Москвы. Поспособствовали увеличению экспозиции музея, предоставив ему различные предметы, преемник целой династии поваров Павел Васильевич Обрядин и кулинар С. И. Протопопов.
Большую роль в организации музея и пополнении экспонатов сыграл один из первых его директоров — Сергей Иванович Иноземцев, знаток истории кулинарного дела в России.
Стены коридора украшены меню ресторанов времён XIX века по XX век. На первом этаже представлены различние изделия из шоколада, карамели и других. В зал-кухне XXI века проходят мастер-классы. В историческом зале рассказывается о традициях русского хлебосольства. Дальше идёт зал, в котором повествуется о кулинарии СССР. В музее есть залы, посвящённые кухне народов России и зал для межрегиональной ассоциации кулинаров.